# Prény
Prény település Franciaországban, Meurthe-et-Moselle megyében. Lakosainak száma 373 fő (2022. január 1.). Prény Jaulny, Onville, Pagny-sur-Moselle, Rembercourt-sur-Mad, Vandières, Viéville-en-Haye, Vilcey-sur-Trey, Villecey-sur-Mad, Waville és Villers-sous-Prény községekkel határos.

## Népesség
A település népességének változása:
| Lakosok száma | 157  | 239  | 303  | 379  | 370  | 362  | 355  | 362  | 365  | 373  |
|               | 1968 | 1982 | 1990 | 2006 | 2013 | 2015 | 2017 | 2019 | 2020 | 2022 |